# Escolania de Montserrat
L'Escolania de Montserrat est un chœur de garçons catalans, basé à l'abbaye bénédictine de Montserrat située en Catalogne, à une trentaine de kilomètres de Barcelone. Ce chœur d'enfants a été formé au moins à la fin du XIIe siècle et s'est perpétué sans interruption jusqu'à nos jours.

## Histoire récente

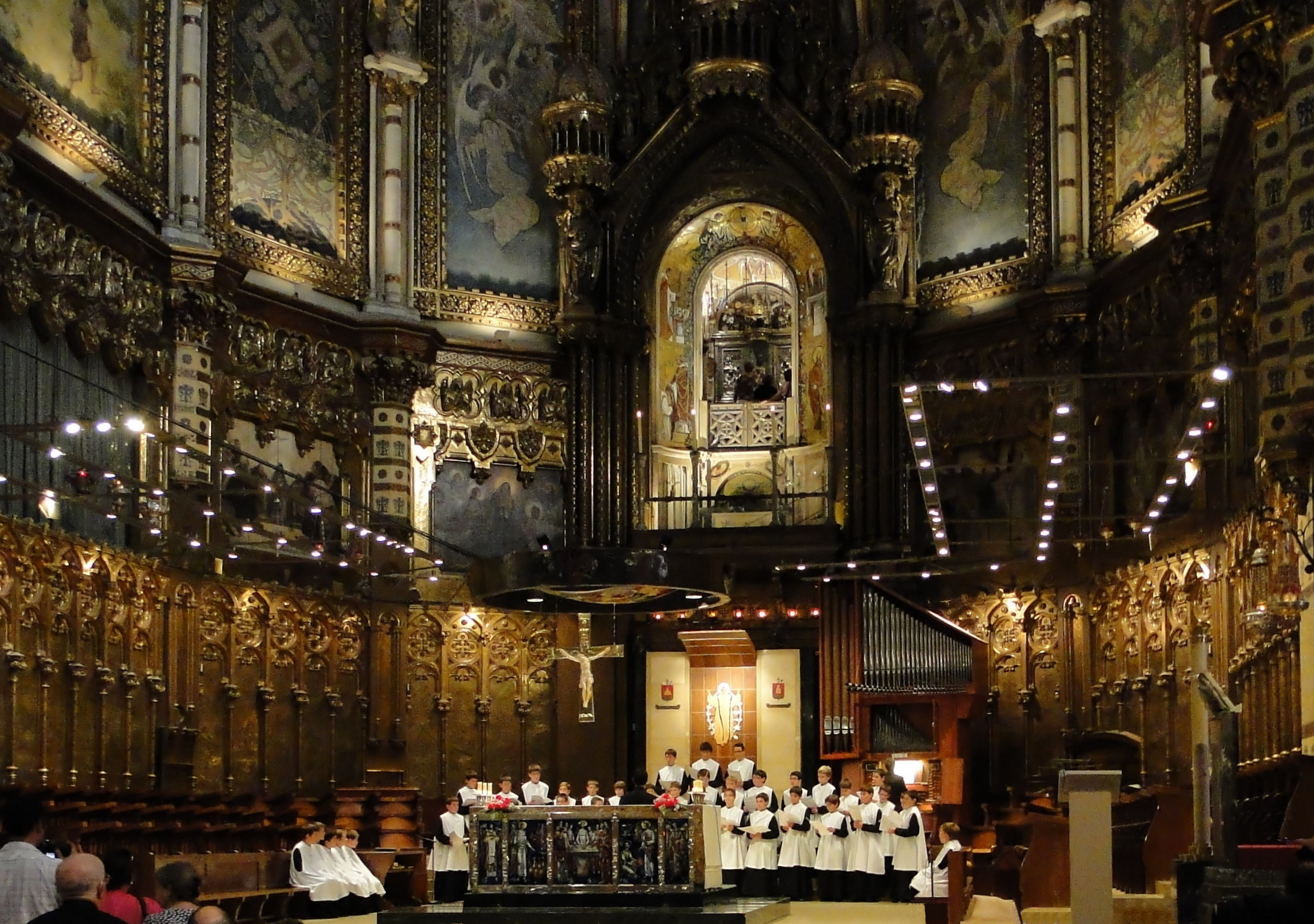
Les chanteurs à l'intérieur de la basilique de l'Abbaye de Montserrat le 21 septembre 2009

Dans son histoire récente, l'Escolania a acquis une grande renommée depuis qu'elle a été reprise et portée à un degré de grande perfection par le père Ireneu Segarra, directeur de l'Escolania de 1953 à 1997.
Le chœur, actuellement dirigé par Llorenç Castelló, est composé d'une cinquantaine de garçons de neuf à quatorze ans (les escolans), étudiant dans un bâtiment de l'abbaye, appelé Escolania. Ils ont chaque jour une heure de chant. Tous étudient le piano, plus un autre instrument à cordes ou à vent.
Chaque année, deux millions cinq cent mille visiteurs viennent écouter le chœur chanter, à 13 heures puis à 18h45, le « Salve Regina » et les vêpres.

## Répertoire
Le répertoire va du plain-chant (le chant grégorien) et du Livre Vermeil de Montserrat (XIVe siècle) aux œuvres les plus récentes, en passant par A Midsummer Night's Dream de Félix Mendelssohn et A Ceremony of Carols de Benjamin Britten. Des enregistrements prestigieux et des tournées à l'étranger ont fait connaître l'Escolania dans le monde entier. Ce sont les choristes eux-mêmes qui s'accompagnent avec divers instruments pour certaines pièces. Mais à côté de ses performances en concert, l'Escolania reste fidèle à sa vocation première : accompagner la prière des moines et chanter, chaque jour, le Salve Regina à la Vierge noire de Montserrat.

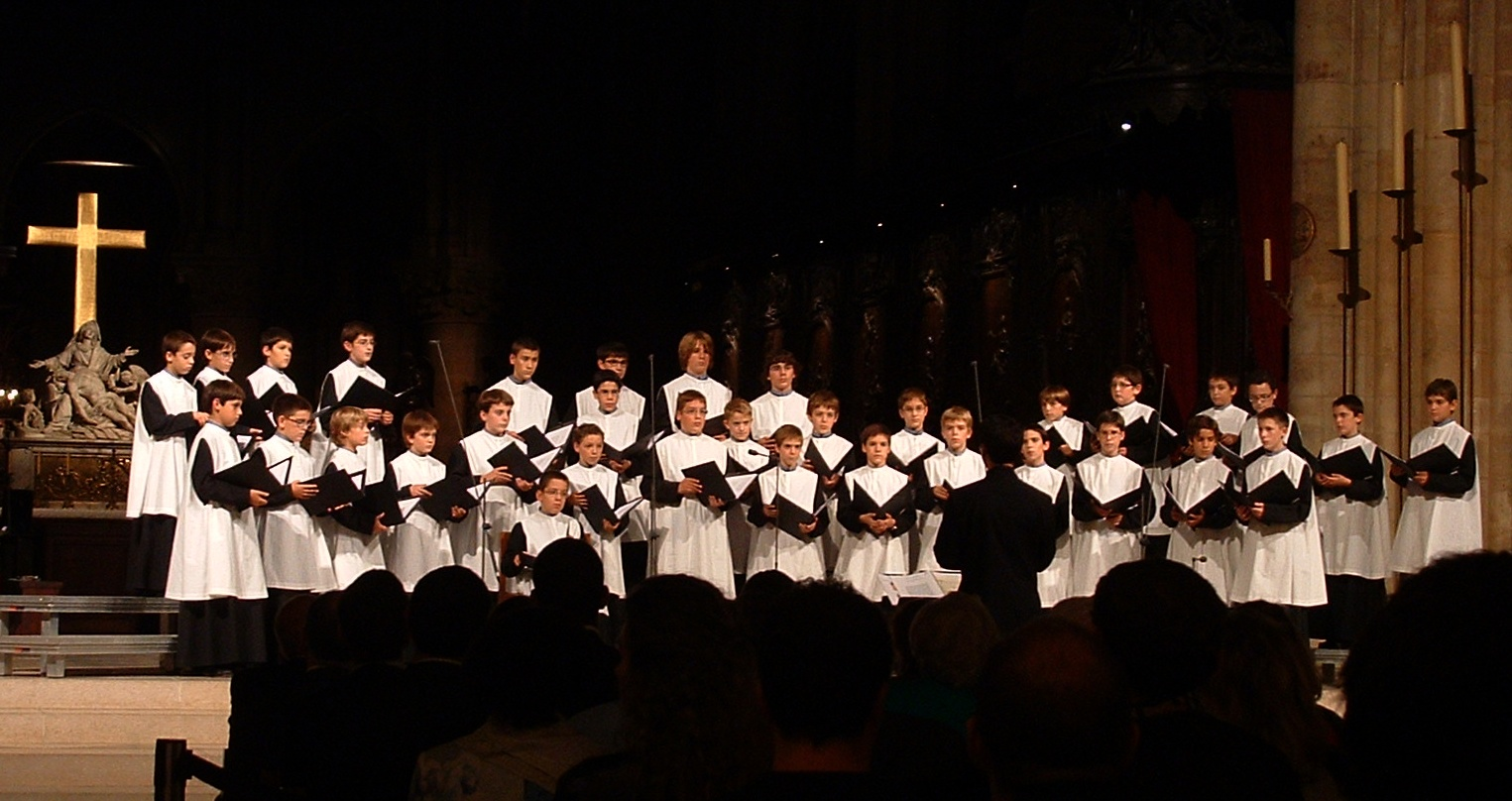
L'Escolania lors de son passage pour un concert à Notre-Dame de Paris le 14 octobre 2008 - Le chœur est composé de 47 enfants

## Chefs de chœur (depuis leXXesiècle)
- P. Anselm Ferrer (1885–1969), chef de chœur 1911–1933
- P. Àngel Rodamilans (1874–1936), chef de chœur 1933–1936
- P. David Pujol (1894–1979), chef de chœur 1939–1953
- P. Ireneu Segarra i Malla (1917–2005), chef de chœur 1953–1997
- P. Jordi-Agustí Piqué i Collado (*1963), chef de chœur 1998–2001
- Joaquim Piqué i Calvo (*1968), chef de chœur 2001–2007
- Bernat Vivancos i Farràs (*1973), chef de chœur 2007-2014
- Llorenç Castelló (*1976), chef de chœur depuis 2014

## Les grands noms des petits chanteurs de l'Escolania de Montserrat
- Manuel Espona (1714-1779) - Compositeur, claveciniste et maître de chapelle.
- Antonio Soler (1729-1783) - Compositeur et claveciniste.
- Fernando Sor (1778-1839) - Guitariste et compositeur.
- Toni Ramon (1966-2007) - Chef de chœur. Il a dirigé notamment la Maîtrise de Radio France, de 1998 jusqu'à sa mort prématurée en 2007.

### Filmographie
- 2005 (Ed DVD 2005) Benjamin Britten : A Midsummer Night's Dream, Op. 64
- 2010 (Ed DVD 2011) Voir le documentaire "L'escolania de Montserrat : Un chœur d'enfants"